# Stenkällan
Stenkällan är ett delområde i stadsdelen Husie, Malmö. 
Området ligger mellan Amiralsgatan och Ellenborgsvägen, öster om Agnesfridsvägen. Det byggdes på 1960-talet och består av flerfamiljshus i den östra delen. Här ligger även Husie stadsdelsförvaltning. I norr och öster finns villaområden. Längs Amiralsgatan finns företagslokaler och Jägersro brandstation. Stenkällan är ändhållplats på busslinje 5.